# Emerson Royal
Emerson Aparecido Leite de Souza Júnior (São Paulo, 14 de enero de 1999), conocido como Emerson Royal, es un futbolista brasileño que juega de defensa en el C. R. Flamengo del Campeonato Brasileño de Serie A.

## Trayectoria

### Inicios en Brasil
Emerson se incorporó a los juveniles del Ponte Preta en 2015. Debutó con el primer equipo el 22 de febrero de 2017 en un partido del Campeonato Paulista y jugó su primer partido en la Série A el 5 de noviembre de 2017.
El 27 de abril de 2018 fichó por el Atlético Mineiro con el que firmó un contrato por cinco temporadas. Jugó 23 partidos de liga con este club.

### España
El 31 de enero de 2019, el Atlético Mineiro anunció el traspaso de Emerson al Real Betis Balompié, en una operación conjunta con el Fútbol Club Barcelona. Según el contrato firmado, el jugador en un principio jugaría en el equipo andaluz (dueño en un principio del 50 % de su pase) hasta 2021. En esa fecha, el Barcelona podría adquirir el 75 % de los derechos de Emerson abonando seis millones y una cantidad adicional por la plusvalía (en total 9 millones). El Betis conservaría el 25 % del pase del brasileño.
Disputó 79 partidos con el Betis en los dos años con el club andaluz y fue el futbolista de la plantilla que más minutos jugó en la segunda temporada, entrenado por Manuel Pellegrini.
En junio de 2021 el F. C. Barcelona ejerció la opción de compra y se incorporó para reforzar la zona del lateral derecho para la temporada 2021-22. El 8 de agosto debutó en la victoria por 3-0 sobre la Juventus de Turín en el Trofeo Joan Gamper. Una semana después llegó su estreno en partido oficial jugando los últimos minutos de la primera jornada de Liga ante la Real Sociedad.

### Inglaterra e Italia
Su estancia en Barcelona fue breve ya que el 31 de agosto de 2021 fue traspasado al Tottenham Hotspur F. C. a cambio de 25 millones de euros. Hizo su debut con los spurs fuera del Crystal Palace F. C. en la Premier League, Tottenham perdió 3-0 el 11 de septiembre. El 3 de abril de 2022, marcó su primer gol con el Tottenham en la victoria por 5-1 en casa contra el Newcastle United.
El 12 de agosto de 2024, tras tres años en Inglaterra en los que jugó 101 encuentros y marcó cuatro goles, fue fichado por el A. C. Milan por una cantidad no revelada. Hizo su debut el 24 de agosto, durante la segunda mitad de un partido de la Serie A ante el Parma Calcio 1913 en sustitución de Davide Calabria. Terminó su primera temporada en Italia jugando 26 partidos, 22 de ellos como titular.

### Regreso a Brasil
El 26 de julio de 2025 se confirmó su vuelta a Brasil tras ser traspasado a C. R. Flamengo por una cantidad no revelada y firmar un contrato hasta diciembre de 2028. Debutó cinco días después en la derrota por 1-0 ante el Atlético Mineiro correspondiente a la ida de los octavos de final de la Copa de Brasil.

## Selección nacional
Tras haber jugado varios partidos con la sub-20 y sub-23 de la selección brasileña, fue convocado en noviembre de 2019 con la selección absoluta, debutando frente a Corea del Sur sustituyendo en los minutos finales a Renan Lodi. Un mes más tarde, se dio a conocer la lista de convocados de Brasil para el preolímpico de 2020, no siendo convocado, por lo que podría disputar los partidos de competición doméstica en los primeros meses del año.

### Participaciones en Copa América
| Torneo            | Sede   | Resultado  | Partidos | Goles |
| ----------------- | ------ | ---------- | -------- | ----- |
| Copa América 2021 | Brasil | Subcampeón | 3        | 0     |

## Estadísticas

### Clubes
Actualizado al último partido disputado el 13 de agosto de 2025.
| Club                               | Div.          | Temporada     | Liga  | Liga  | Estatal | Estatal | Copas nacionales | Copas nacionales | Copas internacionales | Copas internacionales | Total | Total |
| Club                               | Div.          | Temporada     | Part. | Goles | Part.   | Goles   | Part.            | Goles            | Part.                 | Goles                 | Part. | Goles |
| ---------------------------------- | ------------- | ------------- | ----- | ----- | ------- | ------- | ---------------- | ---------------- | --------------------- | --------------------- | ----- | ----- |
| A. A. Ponte Preta · Brasil         | 1.ª           | 2017          | 3     | 0     | 2       | 0       | 1                | 0                | 0                     | 0                     | 6     | 0     |
| A. A. Ponte Preta · Brasil         | 2.ª           | 2018          | 0     | 0     | 14      | 1       | 5                | 0                | —                     | —                     | 19    | 1     |
| A. A. Ponte Preta · Brasil         | Total club    | Total club    | 3     | 0     | 16      | 1       | 6                | 0                | 0                     | 0                     | 25    | 1     |
| Atlético Mineiro · Brasil          |               |               |       |       |         |         |                  |                  |                       |                       |       |       |
| 1.ª                                | 2018          | 23            | 1     | —     | —       | —       | —                | —                | —                     | 23                    | 1     |       |
| Total club                         | Total club    | 23            | 1     | 0     | 0       | 0       | 0                | 0                | 0                     | 23                    | 1     |       |
| Real Betis Balompié · España       | 1.ª           | 2018-19       | 6     | 0     | —       | —       | 0                | 0                | 1                     | 0                     | 7     | 0     |
| Real Betis Balompié · España       | 1.ª           | 2019-20       | 33    | 3     | —       | —       | 1                | 0                | —                     | —                     | 34    | 3     |
| Real Betis Balompié · España       | 1.ª           | 2020-21       | 34    | 1     | —       | —       | 4                | 1                | —                     | —                     | 38    | 2     |
| Real Betis Balompié · España       | Total club    | Total club    | 73    | 3     | 0       | 0       | 5                | 1                | 1                     | 0                     | 79    | 5     |
| F. C. Barcelona · España           | 1.ª           | 2021-22       | 3     | 0     | —       | —       | —                | —                | —                     | —                     | 3     | 0     |
| F. C. Barcelona · España           | Total club    | Total club    | 3     | 0     | 0       | 0       | 0                | 0                | 0                     | 0                     | 3     | 0     |
| Tottenham Hotspur F. C. Inglaterra | 1.ª           | 2021-22       | 31    | 1     | ―       | ―       | 7                | 0                | 3                     | 0                     | 41    | 1     |
| Tottenham Hotspur F. C. Inglaterra | 1.ª           | 2022-23       | 26    | 2     | ―       | ―       | 2                | 0                | 8                     | 0                     | 36    | 2     |
| Tottenham Hotspur F. C. Inglaterra | 1.ª           | 2023-24       | 22    | 1     | ―       | ―       | 2                | 0                | ―                     | ―                     | 24    | 1     |
| Tottenham Hotspur F. C. Inglaterra | Total club    | Total club    | 79    | 4     | 0       | 0       | 11               | 0                | 11                    | 0                     | 101   | 4     |
| A. C. Milan · Italia               | 1.ª           | 2024-25       | 17    | 0     | ―       | ―       | 2                | 0                | 7                     | 0                     | 26    | 0     |
| A. C. Milan · Italia               | Total club    | Total club    | 17    | 0     | 0       | 0       | 2                | 0                | 7                     | 0                     | 26    | 0     |
| C. R. Flamengo · Brasil            | 1.ª           | 2025          | 2     | 0     | ―       | ―       | 1                | 0                | 1                     | 0                     | 4     | 0     |
| C. R. Flamengo · Brasil            | Total club    | Total club    | 2     | 0     | 0       | 0       | 1                | 0                | 1                     | 0                     | 4     | 0     |
| Total carrera                      | Total carrera | Total carrera | 200   | 8     | 16      | 1       | 25               | 1                | 20                    | 0                     | 261   | 10    |
| 1. 2.                              |               |               |       |       |         |         |                  |                  |                       |                       |       |       |

## Palmarés

### Títulos nacionales
| Título              | Club        | País   | Año  |
| ------------------- | ----------- | ------ | ---- |
| Supercopa de Italia | A. C. Milan | Italia | 2024 |

## Vida privada
Tiene un hermano llamado Éverton y una hermana llamada Jennifer. Sus referentes en el fútbol son Cafú y Dani Alves, además asegura que tiene parecido en algunos aspectos de juego con ellos.
Su apodo, Emerson Royal, le fue adjudicado por una tía que le encontró similitud con la mascota de las gelatinas Royal.